# Discographie de Billie Eilish
 (septembre 2024).
La discographie de l'auteure-compositrice-interprète américaine Billie Eilish comprend trois albums studio, un album live, deux EP, 33 singles et 25 clips musicaux.

## Albums

### Album studio
| Titre                                    | Détails | Meilleur classement | Meilleur classement | Meilleur classement | Meilleur classement | Meilleur classement | Meilleur classement | Meilleur classement | Meilleur classement | Meilleur classement | Meilleur classement | Ventes      | Certifications |
| Titre                                    | Détails | É-U                 | AUS                 | BEL (Fl)            | CAN                 | DAN                 | P-B                 | NOR                 | NZ                  | SUE                 | R-U                 | Ventes      | Certifications |
| ---------------------------------------- | --- | ------------------- | ------------------- | ------------------- | ------------------- | ------------------- | ------------------- | ------------------- | ------------------- | ------------------- | ------------------- | ----------- | -------------- |
| When We All Fall Asleep, Where Do We Go? | - Sortie : 29 mars 2019 - Label : Darkroom, Interscope - Format : CD, vinyle, cassette, téléchargement, streaming, coffret            | 1                   | 1                   | 1                   | 1                   | 1                   | 1                   | 1                   | 1                   | 1                   | 1                   | - : 676 000 | - : Platine    |
| Happier Than Ever                        | - Sortie : 30 juillet 2021 - Label : Darkroom, Interscope Records - Format : CD, vinyle, cassette, téléchargement, streaming, coffret | 1                   | 1                   | 1                   | 1                   | 1                   | 1                   | 1                   | 1                   | 1                   | 1                   | - : 100 000 | - : 2x Platine |
| Hit Me Hard and Soft                     | - Sortie : 17 mai 2024 - Label : Darkroom, Interscope Records - Format : CD, vinyle, téléchargement, streaming, cassette              | 2                   | 1                   | 1                   | 1                   | 1                   | 1                   | 1                   | 1                   | 1                   | 1                   | - : 100 000 | - : 2x Platine |

### Albumlive
| Titre                     | Détails                                                          |
| ------------------------- | ---------------------------------------------------------------- |
| Live at Third Man Records | - Sortie : 6 décembre 2019 - Label : Third Man - Format : vinyle |

## EP
| Titre                                                                       | Détails | Meilleur classement | Meilleur classement | Meilleur classement | Meilleur classement | Meilleur classement | Meilleur classement | Meilleur classement | Meilleur classement | Meilleur classement | Meilleur classement | Certifications |
| Titre                                                                       | Détails | US                  | AUS                 | BEL (Fl)            | CAN                 | DEN                 | P-B                 | NOR                 | NZ                  | SUE                 | R-U                 | Certifications |
| --------------------------------------------------------------------------- | --- | ------------------- | ------------------- | ------------------- | ------------------- | ------------------- | ------------------- | ------------------- | ------------------- | ------------------- | ------------------- | -------------- |
| Don't Smile at Me                                                           | - Sortie : 11 août 2017 - Label : Darkroom, Interscope - Format : CD, vinyle, cassette, téléchargement, streaming | 14                  | 6                   | 10                  | 10                  | 11                  | 10                  | 6                   | 3                   | 4                   | 12                  | - : Platine    |
| Up Next Session: Billie Eilish                                              | - Sortie : 20 septembre 2017 - Label : Darkroom, Interscope - Format : téléchargement, streaming                  | —                   | —                   | —                   | —                   | —                   | —                   | —                   | —                   | —                   | —                   |                |
| « — » indique que l'EP n'est pas sorti ou ne s'est pas classé dans le pays. | |                     |                     |                     |                     |                     |                     |                     |                     |                     |                     |                |

## Singles
| Titre                                                                            | Année | Meilleur classement | Meilleur classement | Meilleur classement | Meilleur classement | Meilleur classement | Meilleur classement | Meilleur classement | Meilleur classement | Meilleur classement | Meilleur classement | Certifications | Album                                                                     |
| Titre                                                                            | Année | É-U                 | AUS                 | AUT                 | CAN                 | P-B                 | NOR                 | NZ                  | SUE                 | SUI                 | R-U                 | Certifications | Album                                                                     |
| -------------------------------------------------------------------------------- | ----- | ------------------- | ------------------- | ------------------- | ------------------- | ------------------- | ------------------- | ------------------- | ------------------- | ------------------- | ------------------- | --- | ------------------------------------------------------------------------- |
| Ocean Eyes                                                                       | 2015  | 84                  | 58                  | —                   | 68                  | —                   | —                   | 38                  | 88                  | —                   | 72                  | - RIAA : 3 × Platine - ARIA : 2 × Platine - BPI : Platine - IFPI : Or - SNEP : Diamant - MC : 3 × Platine - RMNZ : Platine                                                          | Don't Smile at Me                                                         |
| Six Feet Under                                                                   | 2016  | —                   | —                   | —                   | —                   | —                   | —                   | —                   | —                   | —                   | —                   | - RIAA : Or - ARIA : Or - MC : Platine | en single uniquement                                                      |
| Bellyache                                                                        | 2017  | —                   | 66                  | —                   | 65                  | —                   | —                   | —                   | —                   | —                   | 79                  | - RIAA : 2 × Platine - ARIA : 2 × Platine - BPI : Or - MC : Platine | Don't Smile at Me                                                         |
| Bored                                                                            | 2017  | —                   | —                   | —                   | —                   | —                   | —                   | —                   | —                   | —                   | —                   | - RIAA : Or - ARIA : Or - SNEP : Or | 13 Reasons Why : Saison 1                                                 |
| Watch                                                                            | 2017  | —                   | —                   | —                   | —                   | —                   | —                   | —                   | —                   | —                   | —                   | - RIAA : Platine - ARIA : Platine - MC : Platine | Don't Smile at Me                                                         |
| Copycat                                                                          | 2017  | —                   | —                   | —                   | 100                 | —                   | —                   | —                   | —                   | —                   | —                   | - RIAA : Platine - ARIA : Or - SNEP : Or - BPI : Argent - MC : Platine | Don't Smile at Me                                                         |
| Idontwannabeyouanymore                                                           | 2017  | 96                  | —                   | —                   | 60                  | —                   | —                   | —                   | —                   | —                   | 78                  | - RIAA : 2 × Platine - ARIA : Platine - SNEP : Or - BPI : Argent - MC : Platine | Don't Smile at Me                                                         |
| My Boy                                                                           | 2017  | —                   | —                   | —                   | —                   | —                   | —                   | —                   | —                   | —                   | —                   | - RIAA : Or - ARIA : Platine - BPI : Argent - MC : Platine | Don't Smile at Me                                                         |
| &Burn (avec Vince Staples)                                                       | 2017  | —                   | —                   | —                   | —                   | —                   | —                   | —                   | —                   | —                   | —                   | - RIAA : Or - ARIA : Or - MC : Or | Don't Smile at Me                                                         |
| Bitches Broken Hearts,                                                           | 2018  | —                   | —                   | —                   | —                   | —                   | —                   | —                   | —                   | —                   | —                   | - RIAA : Platine - ARIA : Or - MC : Platine | Don't Smile at Me et When We All Fall Asleep, Where Do We Go?             |
| Lovely (avec Khalid)                                                             | 2018  | 64                  | 5                   | 60                  | 46                  | 55                  | 39                  | 4                   | 51                  | 46                  | 47                  | - RIAA : 2 × Platine - ARIA : 4 × Platine - SNEP : Platine - BPI : Platine - GLF : Platine - IFPI : Platine - MC : 4 × Platine - : 2 × Platine - SNEP : Or                          | 13 Reasons Why: Season 2 et Don't Smile at Me                             |
| Party Favor                                                                      | 2018  | —                   | —                   | —                   | —                   | —                   | —                   | —                   | —                   | —                   | —                   | - RIAA : Or - MC : Or | Don't Smile at Me                                                         |
| You Should See Me in a Crown                                                     | 2018  | 41                  | 16                  | —                   | 27                  | 59                  | —                   | —                   | 43                  | —                   | 60                  | - RIAA : 2 × Platine - ARIA : Platine - BPI : Argent - IFPI : Or - MC : 2 × Platine                                                                                                 | When We All Fall Asleep, Where Do We Go?                                  |
| When the Party's Over                                                            | 2018  | 29                  | 7                   | 25                  | 14                  | 34                  | 9                   | 3                   | 10                  | 29                  | 21                  | - RIAA : 4 × Platine - ARIA : 2 × Platine - BPI : Platine - GLF : Platine - IFPI : Platine - IFPI : 2 × Platine - MC : 4 × Platine - RMNZ : Platine - SNEP : Diamant - BEA: Platine | When We All Fall Asleep, Where Do We Go?                                  |
| Come Out and Play                                                                | 2018  | 69                  | 23                  | 53                  | 36                  | 77                  | —                   | 17                  | 69                  | 61                  | 47                  | - ARIA : Or - MC : Platine | When We All Fall Asleep, Where Do We Go?                                  |
| When I Was Older                                                                 | 2019  | —                   | —                   | —                   | —                   | —                   | —                   | —                   | —                   | —                   | —                   | | Musique inspirée du film Roma et When We All Fall Asleep, Where Do We Go? |
| Bury a Friend                                                                    | 2019  | 14                  | 3                   | 6                   | 10                  | 10                  | 2                   | 2                   | 1                   | 10                  | 6                   | - RIAA : 3 × Platine - ARIA : 2 × Platine - BPI : Platine - IFPI : Platine - IFPI : Platine - MC : 3 × Platine - RMNZ : Platine - SNEP : Or - BEA: Platine                          | When We All Fall Asleep, Where Do We Go?                                  |
| Wish You Were Gay                                                                | 2019  | 31                  | 5                   | 16                  | 12                  | 35                  | 14                  | 2                   | 13                  | 46                  | 13                  | - RIAA : Platine - ARIA : Platine - BPI : Argent - IFPI : Or - MC : Or - RMNZ : Or                                                                                                  | When We All Fall Asleep, Where Do We Go?                                  |
| Bad Guy                                                                          | 2019  | 1                   | 1                   | 2                   | 1                   | 5                   | 1                   | 1                   | 2                   | 2                   | 2                   | - RIAA : 6 × Platine - ARIA : 8 × Platine - BPI : 2 × Platine - IFPI : 2 × Platine - SNEP : Or - MC : 6 × Platine - : 3 × Platine - Belgique : 3 × Platine                          | When We All Fall Asleep, Where Do We Go?                                  |
| All the Good Girls Go to Hell                                                    | 2019  | 46                  | 8                   | —                   | 19                  | 42                  | 22                  | 9                   | 25                  | —                   | 77                  | - RIAA : Platine - BPI : Argent - MC : Platine - SNEP : Or - RMNZ : Or | When We All Fall Asleep, Where Do We Go?                                  |
| Everything I Wanted                                                              | 2019  | 8                   | 2                   | 3                   | 6                   | 4                   | 1                   | 2                   | 3                   | 2                   | 3                   | - ARIA : 2 × Platine - BPI : Platine - IFPI : Or - MC : 2 × Platine - RMNZ : Platine - SNEP : Platine - Belgique : Platine                                                          | When We All Fall Asleep, Where Do We Go?                                  |
| Not My Responsability                                                            | 2019  | —                   | —                   | —                   | —                   | —                   | —                   | —                   | —                   | —                   | —                   | | Happier Than Ever                                                         |
| No Time to Die (de Mourir peut attendre)                                         | 2020  | 16                  | 4                   | 2                   | 11                  | 3                   | 3                   | 9                   | 3                   | 2                   | 1                   | - BPI : Argent - MC : Or - SNEP : Platine | en single uniquement                                                      |
| Ilomilo                                                                          | 2020  | 62                  | 23                  | —                   | 38                  | 63                  | —                   | —                   | 63                  | —                   | —                   | - RIAA : Or - ARIA : Or - MC : Or | When We All Fall Asleep, Where Do We Go?                                  |
| My Future                                                                        | 2020  | —                   | —                   | —                   | —                   | —                   | —                   | —                   | —                   | —                   | —                   | | Happier Than Ever                                                         |
| Therefore I Am                                                                   | 2020  | —                   | —                   | —                   | —                   | —                   | —                   | —                   | —                   | —                   | —                   | - SNEP : Or | Happier Than Ever                                                         |
| Lo Vas a Olvidar (avec ROSALÍA)                                                  | 2021  | —                   | —                   | —                   | —                   | —                   | —                   | —                   | —                   | —                   | —                   | | en single uniquement                                                      |
| Your Power                                                                       | 2021  | —                   | —                   | —                   | —                   | —                   | —                   | —                   | —                   | —                   | —                   | | Happier Than Ever                                                         |
| Lost Cause                                                                       | 2021  | —                   | —                   | —                   | —                   | —                   | —                   | —                   | —                   | —                   | —                   | | Happier Than Ever                                                         |
| NDA                                                                              | 2021  | —                   | —                   | —                   | —                   | —                   | —                   | —                   | —                   | —                   | —                   | | Happier Than Ever                                                         |
| « — » indique que le single n'est pas sorti ou ne s'est pas classé dans le pays. |       |                     |                     |                     |                     |                     |                     |                     |                     |                     |                     | |                                                                           |

## Autres apparitions
| Titre     | Année | Artiste(s)                        | Album            |
| --------- | ----- | --------------------------------- | ---------------- |
| Your Eyes | 2017  | The Knocks (featuring Tayla Parx) | Testify          |
| Sirens    | 2018  | Denzel Curry et J.I.D             | Ta13oo           |
| Sunny     | 2020  | Finneas O'Connell                 | Together at Home |

## Clips
| Titre                         | Année | Réalisateurs               | Ref.   |
| ----------------------------- | ----- | -------------------------- | ------ |
| Ocean Eyes                    | 2016  | Megan Thompson             | [ 58 ] |
| Six Feet Under                | 2016  | Billie Eilish              | [ 59 ] |
| Bellyache                     | 2017  | AJ Favicchio & Miles Câble | [ 60 ] |
| Bored                         | 2017  | AJ Favicchio & Miles Câble | [ 60 ] |
| Watch                         | 2017  | Megan Park                 | [ 61 ] |
| Idontwannabeyouanymore        | 2018  | Eli Born                   | [ 62 ] |
| Lovely (avec Khalid)          | 2018  | Taylor Cohen               | [ 63 ] |
| Hostage                       | 2018  | Henry Scholfield           | [ 64 ] |
| You Should See Me in a Crown  | 2018  | Billie Eilish              | [ 65 ] |
| When the Party's Over         | 2018  | Carlos López Estrada       | [ 66 ] |
| Bury a Friend                 | 2019  | Michael Chaves             | [ 67 ] |
| You Should See Me in a Crown  | 2019  | Takashi Murakami           | [ 68 ] |
| Bad Guy                       | 2019  | Dave Meyers                | [ 69 ] |
| All the Good Girls Go to Hell | 2019  | Rich Lee                   | [ 70 ] |
| Xanny                         | 2019  | Billie Eilish              | [ 71 ] |
| Everything I Wanted           | 2020  | Billie Eilish              | [ 72 ] |
| My Future                     | 2020  | Andrew Onorato             | [ 73 ] |
| Therefore I Am                | 2020  | Billie Eilish              | [ 74 ] |
| Your Power                    | 2021  | Billie Eilish              | [ 75 ] |
| Lost Cause                    | 2021  | Billie Eilish              | [ 76 ] |
| NDA                           | 2021  | Billie Eilish              | [ 77 ] |
| Happier Than Ever             | 2021  | Billie Eilish              | [ 78 ] |